# 野牛草伏特加
野牛草伏特加（波蘭語：Żubrówka，波蘭語發音：[ʐuˈbrufka] ⓘ，音译为茹布罗夫卡）是一种来自波兰的风味伏特加，其中每瓶都含有野牛草的叶片。除此以外，野牛草伏特加的品牌名茹布罗夫卡也用于传统包装的伏特加酒瓶，通常情况下标有茹布罗夫卡比亚瓦的标签。至于伏特加使用的草叶则来自位于波兰东部的比亞沃維耶扎原始森林，这种草叶通过手工采摘自原始森林的产区并通过干燥处理。
根据近年的市场调研，目前野牛草伏特加是世界上第三或第四畅销的伏特加品牌。此外，野牛草伏特加在全球80多个国家亦有销售市场。
目前市场上出售的野牛草伏特加大多数由位于波兰东部城市比亚韦斯托克的波爾莫斯·比亞韋斯托克酿酒厂生产。野牛草伏特加据称使用源自14世纪的酿酒配方，但事实上该品种的伏特加直到1928年才首次在酿酒厂产出。而该品牌的所有者——中歐國際分銷公司，于2013年被鲁斯特国际收购。

## 词源和品牌
在波兰语中，是野牛草的意思，而żubrówka这个名字民间以及口语中早已有在使用，żubrówka来自zubr这个词（波蘭語：  żubr,發音：[ʐubr] )，在斯拉夫语和波罗的语族中是欧洲野牛的意思。
品牌Zubrovka和Żubrówka分别由俄罗斯的Sojuzplodoimport和波兰的Roust International注册。  

## 美国的合法性
2010年之前，因为所用的草含有FDA归类为“通常禁止直接添加或用作人类食物物质”的香豆素，所以Żubrówka在美国是不合法的。 2011年以后，Żubrówka的制造商用黑麦谷物制作了另外一种版本的伏特加，保持原有风味。  

## 流行文化中
- 俄罗斯作家兼讽刺作家维内迪克特·耶罗菲耶夫 (Venedikt Yerofeyev) 的一首伪自传式后现代主义散文诗《莫斯科-佩图什基》(Moscow-Petushki ) 中提到了 Żubrówka。
- 芬兰空军拉普兰空军司令部第 11 战斗机中队的野牛标志 (  ，“咆哮的公牛”）源于Polmos Żubrówka的标签。1941年以PLeLv 46标志出现在Dornier 17轰炸机上，后来第11战斗机中队采用。PLeLv 46的飞行员从华沙起飞 Do 17 轰炸机时可以看到Żubrówka标志。 [10]
- Żubrówka在电影《苏州河》中占有突出地位。
- Żubrówka 出现在W. Somerset Maugham的小说The Razor's Edge（以及1984年的改编电影中）。
- 电影《布达佩斯大饭店》中的国家Żubrówka就是以其命名。
- 《美国狙击手》中，海军海豹突击队Chris Kyle在与波兰GROM共事时提到它。
- Żubrówka出现在《魔术城》的剧集“死亡天使”中的一张桌子上，场景中涉及Sy Berman（詹姆斯·凯恩）和本·戴蒙德（丹尼·休斯顿）之间的对话。

## 食用方法
Żubrówka野牛草伏特加适合单独冷藏，也可以将其与苹果汁混合，变成一种波兰语中称为tatanka或szarlotka（波兰语意为“苹果蛋糕”）的饮料；在英国被称为Frisky Bison，在美国被称为“波兰之吻”。它有时可以配合香草冰淇淋，另一种常见的搭配是姜汁汽水。“黑野牛”是野牛草伏特加与黑加仑汁的混合。

### 注脚
1. ↑  學名：
2. ↑  波蘭語：
3. ↑  波蘭語：
4. ↑  目前最畅销的伏特加为斯米诺伏特加，其次为当前销量第二名的绝对伏特加，野牛草伏特加则通常与来自乌克兰的霍尔蒂齐亚伏特加（英语：Khortytsia (company)）竞争销量榜第三名的位置
5. ↑  英語：
6. ↑  英語：
7. ↑  Polish Kiss